# 奧爾科圖納區
奧爾科圖納區（西班牙語：Distrito de Orcotuna），是秘魯的一個區，位於該國中部胡寧大區的康塞普西翁省，始建於1857年1月2日，面積44.75平方公里，海拔高度3,250米，2005年人口4,169，人口密度每平方公里93人。